# Nobuyasu Ikeda
Nobuyasu Ikeda (池田 伸康?, Ikeda Nobuyasu; Prefettura di Saitama, 18 maggio 1970) è un ex calciatore giapponese, di ruolo centrocampista.